# Tống Trạm

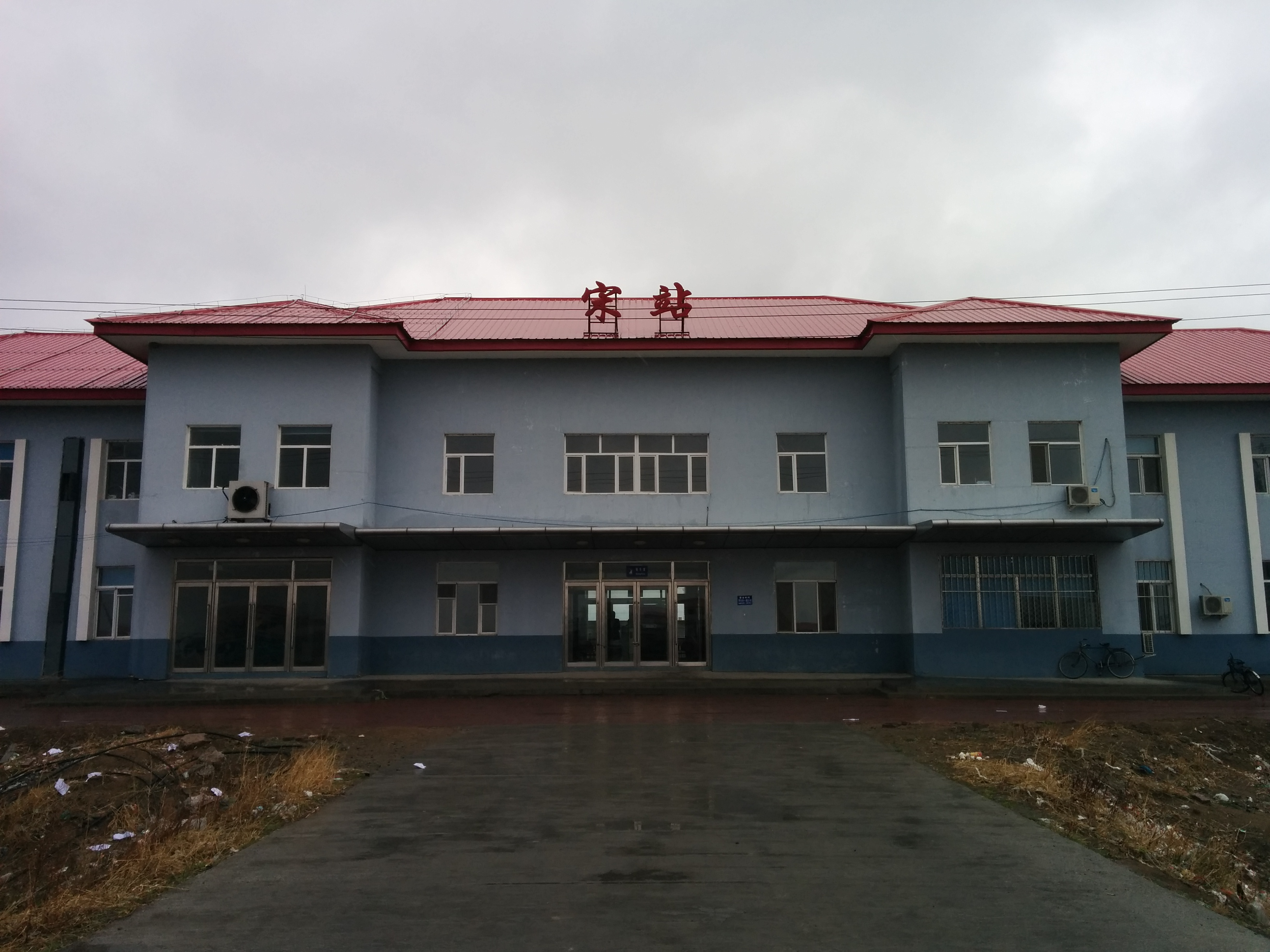
Ga Tống là nguồn gốc của tên gọi của Tống Trạm.

Tống Trạm là thị trấn của Triệu Đông, Tuy Hóa, Hắc Long Giang, Trung Quốc. Đó là tọa lạc tại tây bắc của Triệu Đông, cách Triệu Đông 30 km, cách Cáp Nhĩ Tân 90 km, cách Đại Khánh 60 km. Diện tích có 281 km², và có 42,000 người ở thị trấn toàn bộ, có 22,000 người ở thành phố.

## Tên
Nguồn gốc của Tống Trạm là Ga Tống. Ga Tống có tên ngắn nhất ở Trung Quốc, đây là ga duy nhất có một chữ ở Trung Quốc. Khi ga được hoàn thành, người đứng đầu của đội xây dựng có tên họ Tống, như vậy, ga được đặt tên là Tống. Sau đó, gần ga này đã trở thành một thị trấn, được đặt tên Tống Trạm, nghĩa là Ga Tống.

## Lịch sử
Khi Mãn Châu Quốc, đó có làng. 1945, đó là khu thứ bảy của Triệu Đông. Mùa xuân của 1948, khu thứ 7 được đặt tên khu Tống Trạm. 9 tháng 1951, ở đây có thị trấn Tống Trạm, vốn là thuộc khu thứ 7, sau đo là trực thuộc huyện. 9 tháng 1958, Tuyên Hóa, Thụy Quang bị hợp tính vào Tống Trạm. 1961, Tuyên Hóa đã được phục hồi.

## Kinh Tế
Tống Trạm là trung tâm thương mại của phía bắc ở Triệu Đông, là trung tâm của 4 trấn và 5 trường (Thượng Gia, Tuyên Hóa, An Dân, Thanh Long, Thật Diệm, Đông Phong, Tứ Phương Sơn, huyện Xã). Tống Trạm có công nghiệp sữa phát đạt, đã phát triển có trăm năm. GDP của 2012 là 2.689 tỷ NDT, trong đó có 0.87 tỷ NDT là công nghiệp sữa.

## Làng
Tống Trạm có 8 làng:
- Thiết Tây(铁西), Hiểu Quang(晓光), Cộng Vinh(共荣), Lạc Nghiệp(乐业), Thụy Quang(瑞光), Hợp Thắng(合胜), Vạn Phát(万发), Tống Trạm(宋站)